# NGC 6366
NGC 6366 هي مجرة تتبع كوكبة الحواء. اكتشفها تيودور فريدريك أوغست في 12 أبريل 1860.

## روابط خارجية
- NGC 6366 على موقع ويكي سكاي: DSS2, SDSS, GALEX, IRAS, Hydrogen α, X-Ray, Astrophoto, Sky Map, Articles and images